# Selenobrachys philippinus
Selenobrachys philippinus é uma espécie de aranha pertencente à família Theraphosidae (tarântulas).